# Ош (округ)
Ош (фр. Auch) — округ (фр. Arrondissement) во Франции, один из округов в регионе Юг-Пиренеи. Департамент округа — Жер. Супрефектура — Ош.
Население округа на 2006 год составляло 79 708 человек. Плотность населения составляет 37 чел./км². Площадь округа составляет всего 2134 км².